# العالم الكريستالي (رواية)
العالم الكريستالي The Crystal World هي رواية للكاتب الإنجليزي جيه جي بالارد، نشرت عام 1966، عن دار نشر جوناثان كيب.